# Jan Chryzostom Pasek
Jan Chryzostom Pasek, poljski plemič in pisatelj v času poljsko-litovskega kraljestva, * 1636, Gosławice, † 1701.

## Življenje
Jan Chryzostom Pasek se je rodil ok. l. 1636 v Gosławicah, vasi v osrednji Poljski, v plemiško, a obubožano družino in se izobrazil v jezuitskem kolegiju v mestu Rawa Mazowiecka. Deloval je kot vojak in izpolnil razne dolžnosti, kot na primer spremljanje ruskih odposlancev na Poljsko ali bojevanje na Danskem proti okupatorskim Švedom.
Poročen je bil z Anno Łącko in se je z njo preselil na Malopoljsko, kjer se je ukvarjal z dolžnostmi posestnika in javnimi zadevami – postal je pridelovalec žita in lastnik vasi Smogorzów (Kepa 2019). Na svojem posestvu je udomačil divje ptice in druge živali, med drugim je imel v lasti pametno vidro. Zanimal se je tudi za politično življenje.
Na stara leta se je lotil pisanja Spominov, od katerih se je ohranil samo srednji del (od leta 1656 do 1688) in v katerih opisuje vse pomembnejše dogodke svojega življenja. 
Pasek je iz svojih Spominov izpustil veliko manj prijetnih podrobnosti o sebi. Zdi se, da je avtor želel postati literarni vzornik in zato izpustil manj zanimiva dejstva. Svojih otrok ni imel (razen šestih, ki jih je imela njegova žena iz prejšnjega zakona), zato si je Spomine zamislil kot svojo zapuščino. Pasek v resničnem življenju pravzaprav ni bil dobrosrčen in pravičen, temveč nehuman in krut. Dokazi takega vedenja izhajajo iz starih sodnih arhivov, ki vsebujejo veliko zapisov o Paskovih nepravilnostih (o katerih je zelo malo govora v Spominih). Tudi Paskovo poznavanje aktualnih političnih dogajanj se je izkazalo za površno, kljub njegovemu zanimanju, saj se ni resnično zavedal, v kakšnem stanju je država (vojne v 17. stoletju so Poljsko močno oslabile).
Ta razkritja so v nasprotju z idilično vizijo zakonitega gospoda in častnega vojaka, ki ga Pasek opisuje v Spominih, vendar kljub nekaterim netočnostim vsebujejo tudi dokazano zanesljive zgodovinske podatke. Poleg tega je Spomine mogoče obravnavati kot literarizirano biografijo ali celo kot zgodovinsko romanco.

## Spomini
Obdobje 17. stoletja je bilo čas baročnega pesništva (posvetne vsebine in erotične poezije), ki so jo pisali avtorji:
- Jan Andrzej Morsztyn (1621–1693), dvorni pesnik, pisal po francoskih vzornikih,
- Wacław Potocki (1621–1696), pesnik, epik, satirik, moralist,
- Daniel Naborowski (1573–1640), pionir poljskega baroka, pisec posvetne poezije.

V tem času so delovali tudi nekateri izrazito katoliški pesniki, kot so: 
- Wespazjan Kochowski (1630–1700), pesnik, ki je več pesmi je posvetil Mariji,
- Benedikt Chmiełowski, prvi poljski enciklopedist v 18. stoletju.

Pasek je avtor le enega, a izjemno vplivnega literarnega dela – svojih spominov. Slavna knjiga Spomini prikazuje njegove vojaške podvige in poznejše življenje posestnika. Izdal jo je šele grof Edward Raczyński leta 1836, saj avtor sam ni nujno načrtoval objave dela.
Po objavi so Spomini takoj postali uspešnica. Knjigo so cenili trije najpomembnejši poljski pisatelji dobe romantike: Adam Mickiewicz, Zygmunt Krasiński in Juliusz Słowacki, ki je Paska celo postavil za lik v eni od svojih dram, in sicer v drami Mazepa iz leta 1840.
Kljub občasni uporabi domišljije so Spomini pričevanje tedanjega časa. Pisateljeva podoba je realistična podoba povprečnega poljskega plemiča 17. stoletja; robat in samozavesten, brez širšega obzorja, versko in narodnostno nestrpen, domovino ljubi zato, ker daje vso svobodo šlahti, za kmeta nima sočutja, velikaše pa naravnost sovraži. 
Pasek je svoje Spomine napisal proti koncu svojega življenja – okoli leta 1701. Njegovi spomini se začenjajo z letom 1655, ko je bil star približno dvajset let in je že bil vojak. Knjiga je razdeljena na dva dela. Prvi del knjige zajema obdobje do leta 1666 in opisuje Paskovo vojaško kariero. V drugi polovici knjige je Pasek pisal o svojem življenju po tem, ko je leta 1667 zapustil vojsko.
Paskove Spomine literarna zgodovina šteje ne samo za najboljše delo poljske (baročne) memoarske literature, temveč se pojavljajo tudi opredelitve, da gre za predhodnika zgodovinskega romana. Besedilo stilno ni enotno, ker so v pripovedovanje vpleteni govori, ki jih je imel avtor ob raznih slovesnih priložnostnih. Te govore sestavljajo dolgi, zapleteni, izumetničeni stavki, preobloženi z retoričnimi figurami ter prepleteni z latinskimi besedami in rekli, t. i. »makaronizmi«. 
Pasek je v svojem pisanju uporabljal različne literarne vrste oziroma zvrsti in izrazna sredstva, kot so:
- lirika (v slovo ljubljenemu konju Dereszu),
- panegiriki (opis zmage v bitki pri Dunaju in bitki pri Basji),
- pisma kralja Ivana II. Kazimirja in hetmana Stefana Czarnieckega,
- govori in dialogi,
- priljubljene pesmi tiste dobe,
- satirične metafore (ki opisujejo madžarsko invazijo kot poskus potešitve apetita po česnu),
- žaljive šale in norčevanje iz skoraj vseh ne-Poljakov,
- vsakdanji jezik in kletvice.

Paskovi Spomini (izdani leta 1979 v angleščini) ostajajo vplivni do danes in navdihujejo umetnike in avtorje. Leta 2005 je bilo besedilo prirejeno tudi za oder in odigrano v gledališču Dramatyczny Teatr v Koszalinu. 